# Lucila Ramos Mañé
Lucila Ramos Mañé (Montevideo, 4 de agosto de 1953) es una mezzosoprano, historiadora de arte y musicóloga uruguaya.

## Biografía
En 1989 egresó del Instituto Superior de Arte del Teatro Colón.
Debutó como solista en el Requiem de Dvořák en el Teatro Colón en Buenos Aires. Desde 1986 a 2005 participó de forma ininterrumpida como cantante solista de ese teatro destacándose en Parsifal, La Dama de Pique, Elektra, Nabucco, Lucía de Lammermoor, El Buque Fantasma, Lulu, La Ciudad Ausente, Andrea Chénier, Gianni Schicchi (junto al barítono Sherrill Milnes), Mefistofeles (junto a Samuel Ramey), Los Cuentos de Hoffmann (junto a Alfredo Kraus y Neil Shicoff), Madama Butterfly (con Yoko Watanabe y la dirección de Daniel Oren), Cavalleria rusticana como Mamma Lucía (junto a Galina Gorchakova y Ludmila Semchuk),Il Trovatore y Requiem, las dos últimas de Verdi.En junio de 2004 participó en Fuego en Casabindo en el papel fundamental de la madre de Doroteo.En 2014 realizó Cavalleria Rusticana de Pietro Mascagni en el Teatro Empire, junto a Leonardo López Linares, con la dirección escénica del joven Nicolás Isasi y con dirección musical de Susana Frangi.